# Letalität
Die Letalität (von lateinisch letum ‚Tod‘ bzw. letalis ‚tödlich‘) einer Krankheit bezeichnet den Anteil aller Erkrankten, der irgendwann an der Krankheit stirbt. Die Letalität beschreibt also die „Tödlichkeit“ einer Erkrankung, ohne die „Geschwindigkeit“ des Sterbens abzubilden. Man kann die Letalität auch als die Wahrscheinlichkeit interpretieren, an der Krankheit zu sterben, unter der Bedingung, erkrankt zu sein. Die Letalität ist bei Pandemien im Gegensatz zur Fallsterblichkeit schwer zu ermitteln, da nicht alle Erkrankten bekannt sind. Bei der Berechnung der Letalität einer Erkrankung wird die Anzahl der krankheitsbedingten Todesfälle ins Verhältnis zur Anzahl der Erkrankten gesetzt; bei der Mortalität hingegen werden die während einer bestimmten Zeitspanne auftretenden Todesfälle auf die Population bezogen betrachtet. Unter der Letalitätsrate wird das Verhältnis der Anzahl der an einer bestimmten Krankheit Verstorbenen zur Anzahl neu auftretender Krankheitsfälle in einer bestimmten Zeitspanne verstanden; sie ist nur bei akuten Fällen sinnvoll zu berechnen.
Im medizinischen Sprachgebrauch bedeutet letal so viel wie „tödlich“ (siehe letale Dosis); mit Exitus letalis wird der „tödliche Ausgang (einer Krankheit)“ bezeichnet. Bei Gendefekten, die bei Menschen oder Tieren zum Absterben des Embryos oder des Neugeborenen führen, spricht man auch von Letalfaktoren. Ist eine Krankheit sehr schwer, aber nicht tödlich, spricht man von subletal.

## Letalitätsrate
Zur Ermittlung der Letalitätsrate berechnet man das Verhältnis der Menschen aus einer ausgewählten Population, die an einer bestimmten Krankheit in einem ausgewählten Zeitraum (z. B. einem Jahr) verstorben sind, zur Anzahl derer, die innerhalb derselben Population und desselben Zeitraumes an der Krankheit neu und akut erkrankt sind.
Meist wird dieses Verhältnis als Prozentzahl oder in Promille angegeben, seltener als Wert zwischen 0 und 1. „Null“ bedeutet in beiden Fällen, dass niemand an dieser Krankheit stirbt.
{\displaystyle {\text{Letalitätsrate}}={\frac {\text{Anzahl der Todesfälle an einer spezifischen Erkrankung innerhalb einer bestimmten Zeitspanne}}{\text{Anzahl der spezifischen Erkrankungen innerhalb der gleichen Zeitspanne}}}}
Zur Ermittlung des individuellen Sterberisikos einer betroffenen Person ist die Letalitätsrate jedoch weniger geeignet, da sie z. B. stark von der Auswahl der Population oder des Zeitraumes abhängig sein kann. Eine alternative Bezeichnung für die Letalitätsrate für dasselbe Konzept, die aber fast ausschließlich in der Infektionsepidemiologie verwendet wird, lautet case fatality rate (deutsch Fall-Verstorbenen-Anteil).
Des Weiteren ist der Kontagionsindex (Wahrscheinlichkeit einer Infektion nach Kontakt mit einem spezifischen Erreger) zu beachten. Bei Kinderlähmung z. B. wird die Letalität mit 0,0002 bis 0,002 (0,02–0,2 %) angegeben. Diese Zahl bezieht sich auf die Anzahl der Erkrankten und nicht auf die Anzahl derjenigen, die mit dem Virus in Kontakt gekommen sind. Der Kontagionsindex ist 0,001–0,003. Das bedeutet, dass nur 0,1–0,3 % der (nicht geimpften) Menschen nach Kontakt mit dem Virus überhaupt erkranken. Die Letalität aufgrund Kontakt beträgt demnach max. 0,002 · 0,003 = 0,000006 (= 0,0006 % oder 6 von 1.000.000 oder 480 von 80 Millionen).
| Anzahl der Fälle:                                            | 79200 |
| Anzahl der verstorbenen Fälle:                               | 65700 |
| Daraus folgt {\displaystyle L={\frac {65700}{79200}}=83\,\%} |       |

Die Angabe der Letalität eignet sich vornehmlich für akute Erkrankungen, denn prinzipiell müssen alle diagnostizierten Fälle bis zum Tod oder zur definitiven Heilung des einzelnen Patienten verfolgt werden.
Neue Diagnosemöglichkeiten und Heilverfahren können bei einer bestimmten Krankheit zu einer Abnahme der Letalität führen. Umgekehrt kann durch eine drastische Verschlechterung in einem bestimmten Gesundheitssystem die Letalität einer Erkrankung zunehmen.
Entscheidende Bedeutung bei der Bestimmung der Letalität hat oft das Stadium, in dem eine Erkrankung diagnostiziert wird.

## Probleme der Interpretation

### Schwachpunkt „Alter“
Bei Angaben zur Letalität muss das Alter der Erkrankten berücksichtigt werden. Während die Letalitätsrate bei einer Pneumokokken-Bakteriämie bei über 65-Jährigen bei 30–50 % liegt, beträgt diese für alle Altersgruppen zusammen nur 16–36 %. Die Letalität einer Erkrankung in der Bevölkerungsgruppe der über 65-Jährigen ist vor allem beim Vorhandensein von Begleiterkrankungen wesentlich höher als in jüngeren Vergleichsgruppen (mit Ausnahme der Säuglinge).
Beispiel: Das Prostata-Karzinom ist eine Erkrankung mit hoher Letalität, tritt allerdings in der Regel im höheren Mannesalter auf. Weil die Zeit vom Beginn einer Krankheit bis zum Tod mit der Angabe der Letalität nicht erfasst wird, erleben die meisten Patienten den Tod an dieser Erkrankung gar nicht, sondern sterben mit dieser an anderen Todesursachen.
Die ermittelten Werte zur Letalität sind relative Häufigkeiten. Sie beziehen sich auf eine definierte Population und einen definierten Zeitraum.

### Schwachpunkt Dynamik
Die Letalität einer Krankheit ist nur dann eine Aussage zur Sterbewahrscheinlichkeit bei Erkrankung, wenn der erfasste Zeitraum deutlich größer ist als die zeitlichen Veränderungen der Krankheit und wenn die Kenntnisse über die Krankheit groß genug sind, um die statistischen Fehler kleinzuhalten. Insbesondere folgende Punkte sind bei der Interpretation der Letalität einer dynamischen Krankheit (Seuchenzug, Epidemie) besonders zu beachten, da sie sich von einer stabilen Krankheit (Endemie) deutlich unterscheiden:
1. Unbekannte Infektionsrate bzw. unbekannte Erkrankungsrate nach Infektion: Nicht jeder Infizierte wird krank, nicht jeder Erkrankte wird als solcher erkannt.
2. Unbekannte Tote: Nicht jeder an einer Krankheit Gestorbene wird in der Statistik erfasst.
3. Veränderungen des Krankheitserregers, der hygienischen Bedingungen, der Behandlung: Die epidemiologischen Kennzahlen können sich deutlich ändern.
4. Schwankende Fallzahlen innerhalb des erfassten Zeitraumes: Durch eine Basisreproduktionszahl größer oder kleiner als 1 kommt es zu statistischen Verzerrungen.
5. Der erfasste Zeitraum ist nicht deutlich größer als die Inkubationszeit bzw. die durchschnittliche Zeit bis zum Tod.

Beispiel: Tritt eine Krankheit epidemisch neu auf, kann es dazu führen, dass zunächst Kranke ermittelt sind, jedoch kaum Tote, da die Todesursache nicht oder falsch ermittelt wurde oder beide Zahlen eine hohe Dunkelziffer aufweisen. Unbekannt mag auch die Anzahl jener sein, die zwar infiziert sind und auch erkranken, aber so schwach, dass keine oder die falsche Diagnose gestellt wird. Zudem wächst die Anzahl der Erkrankten, während die Anzahl der an der Krankheit Verstorbenen um den Zeitraum der durchschnittlichen Zeit zwischen Erkrankung und Tod hinterherläuft.
- Zu Beginn sind kumulativ 10 Kranke und 2 Tote registriert, wobei nur jeder 10. Fall erfasst wird.
- Nach 30 Tagen sind 90 Kranke und 22 Tote registriert, wobei 40 % in diesem Zeitraum erfasst wurden.
- Nach 60 Tagen sind 370 Kranke und 92 Tote registriert, wobei 70 % in diesem Zeitraum erfasst wurden.
- Nach 90 Tagen sind insgesamt 1090 Kranke und 272 Tote registriert und die Erfassungsquote im letzten Zeitraum ist auf 90 % gestiegen.

In diesem Beispiel wäre die Letalität am Anfang 20 %, nach 30 Tagen 24,4 %, nach 60 Tagen 24,8 % und nach 90 Tagen 24,9 %. Diese Zahlen gelten jedoch nur, wenn die Dunkelziffer vernachlässigbar ist bzw. die Dunkelziffer der Erkrankten und der Toten einander wie in diesem Beispiel nahezu aufheben; ohne Dunkelziffer wäre die Letalität in diesem Rechenbeispiel konstant 25 %. Da die durchschnittliche Zeit zwischen Erkrankung und Tod in diesem Rechenbeispiel jedoch 30 Tage beträgt, liegt die Sterblichkeit nach Erkrankung tatsächlich bei 50 %.